# Melanoleuca avellaneifolia
Espèce
Melanoleuca avellaneifolia est une espèce de champignons de la famille des Tricholomataceae et du genre Melanoleuca.

## Répartition
Ce champignon est décrit de la côte Pacifique de l'Amérique du Nord.

## Systématique
L'espèce est décrite en premier en 1913 par le mycologue américain William Alphonso Murrill, qui la classe dans le genre Melanoleuca sous le basionyme Melanoleuca avellaneifolia. Elle a également été classée dans le genre Tricholoma, et considérée comme une variété de Tricholoma portentosum. Le nom correct Melanoleuca avellaneifolia a donc pour synonymes :
- Tricholoma portentosum var. avellaneifolium (Murrill) A.H. Sm., The American Midland Naturalist 32: 686 (1944)
- Tricholoma avellaneifolium (Murrill) Sacc. & Trotter, Sylloge Fungorum 23: 32 (1925)
- Tricholoma avellaneifolium (Murrill) Murrill, Mycologia 5 (4): 223 (1913)